# 贾才
贾才（1936年3月1日—2017年11月14日），男，内蒙古土默特左旗人，中华人民共和国政治人物。

## 生平
1955年7月参加工作，1957年12月加入中国共产党。1955年7月至1960年9月先后在包头市教育局、包头市委宣传部工作。1960年9月至1965年9月在中国人民大学哲学系学习。1965年9月至1976年1月，先后在包头市委宣传部、政治部工作。1976年2月至1983年7月，先后任包头市政府秘书处处长、办公室副主任，包头市委组织部副部长。1983年7月至1984年7月，任包头市副市长。1984年7月至1984年9月，任内蒙古自治区劳动人事厅副厅长。1984年9月至1985年6月，任内蒙古自治区劳动人事厅党组书记、厅长。1985年6月至1991年8月，先后任呼和浩特市委副书记、代市长、市长。1991年8月至1993年5月，任中共呼和浩特市委书记。1993年5月至1999年5月，任内蒙古自治区人大常委会副主任。2004年2月，退休。2017年11月14日，在呼和浩特逝世，享年81岁。